# Гильерме Андраде
Гилье́рме Андра́де да Си́лва (порт. Guilherme Andrade da Silva), либо просто Гильерме Андраде (31 января 1989, Монтис-Кларус, штат Минас-Жерайс) — бразильский футболист, правый фланговый защитник.

## Биография
В 13 лет Гильерме принял предложение друга своего дяди поучаствовать в детско-юношеском турнире. Гильерме Андраде получил последнее приглашение от футбольной школы «Сан-Паулу» среди всех участников того турнира. Среди его партнёров по команде был будущий защитник Баварии Брено, который впоследствии отбыл тюремный срок за поджог собственного дома.
Через несколько лет Гильерме был отчислен из школы «Сан-Паулу» и перешёл в «Понте-Прету». В этой команде за 4 года (2009—2012) он сыграл 55 матчей в Лиге Паулисте и забил 8 голов. Также с 2009 по 2011 год он сыграл 79 матчей и забил 4 гола в бразильской Серии B, а также провёл 10 матчей в Кубке Бразилии. После успешно проведённого чемпионата штата Сан-Паулу 2012 года Гильерме Андраде обратил на себя внимание «Коринтианса». Незадолго до подписания контракта защитник получил небольшую травму и опасался, что переговоры могут зайти в тупик. Однако в результате Коринтианс, ставший в 2012 году победителем Кубка Либертадорес, взял Гильерме в аренду до конца года. Защитник успел провести 9 матчей за «Тимао» в Серии A. «Коринтианс» принял решение выкупить права на футболиста.
В декабре 2012 года Гильерме Андраде принял участие в Клубном чемпионате мира. Он вышел на замену в конце полуфинального матча против египетского «Аль-Ахли».
В 2015 году Гильерме Андраде выступал за «Сеару».

## Титулы и достижения
- Чемпион Бразилии: 2015
- Чемпион штата Сан-Паулу (1): 2013
- Победитель Клубного чемпионата мира (1): 2012